# فهرست پرفروش‌ترین فیلم‌ها در مالزی
فهرست پرفروش‌ترین فیلم‌ها در مالزی (انگلیسی: List of highest-grossing films in Malaysia)، اعلام داده‌های آماری فروش فیلم‌های بین‌المللی در مالزی از سال ۲۰۰۸ شروع شد. سایت باکس آفیس موجو تنها وب سایتی است که داده‌های فروش فیلم‌های بین‌المللی اکران شده در مالزی را در دسترس قرار می‌دهد. اگر چه این داده‌ها، ارقام فروش فیلم‌های بومی را دربر نمی‌گیرد. برای اطلاع از پرفروش‌ترین فیلم‌های بومی، می‌توانید مقاله سینمای مالزی مراجعه کنید. سایت‌های Cinema Online Malaysia و Box Office - Yahoo! Malaysia، دو وب سایت موجود هستند که رتبه‌بندی هفتگی فیلم‌ها که رتبه‌بندی فیلم‌های بومی را هم دربر گرفته‌است، نشان می‌دهد ولی داده‌های فروش گیشه را ارائه نمی‌دهد.

## پرفروش‌ترین فیلم‌های بومی در مالزی
فهرست زیر، ۱۰ فیلم بومی پرفروش در مالزی را نشان داده‌است.
فهرست پرفروش‌ترین فیلم‌های بومی
| رتبه | نام فیلم                                      | کارگردان                | فروش (رینگیت)                                      | سال  |
| ---- | --------------------------------------------- | ----------------------- | -------------------------------------------------- | ---- |
| ۱    | مت کیلاو                                      | شمس الیوسف              | ۹۷ میلیون رینگیت (۸۹٫۴۲ میلیون رینگیت فروش محلی)   | ۲۰۲۲ |
| ۲    | پلیس اوو ۳                                    | شفیق یوسف               | ۵۴ میلیون رینگیت (۵۰ میلیون رینگیت فروش محلی)      | ۲۰۲۳ |
| ۳    | منافق ۲                                       | شمس الیوسف              | ۴۸ میلیون رینگیت (۳۷٫۷۴ میلیون رینگیت فروش محلی)   | ۲۰۱۸ |
| ۴    | روح کاک لیمه                                  | محمد محمد خالد          | ۳۶٫۴ میلیون رینگیت                                 | ۲۰۱۸ |
| ۵    | مکاماتو (Mechamato Movie)                     | نظام رزاق (Nizam Razak) | ۳۵٫۸۸ میلیون رینگیت                                | ۲۰۲۲ |
| ۶    | مالبات: مأموریت باکارا (MALBATT: Misi Bakara) | آدریان ته               | ۳۲٫۵ میلیون رینگیت                                 | ۲۰۲۳ |
| ۷    | مأمور علی                                     | اسامه زید یاسین         | ۳۲٫۵ میلیون رینگیت (۳۰٫۰۵ میلیون رینگیت فروش محلی) | ۲۰۱۹ |
| ۸    | نیروی هوایی: سلاگی برنیاوا                    | ذوالقرنین اظهر فرانک سی | ۳۰٫۶ میلیون رینگیت (۲۹٫۳۸ میلیون رینگیت فروش محلی) | ۲۰۲۲ |
| ۹    | پاسکال                                        | آدریان ته               | ۳۰٫۰۸ میلیون رینگیت (۲۶٫۲ میلیون رینگیت فروش محلی) | ۲۰۱۸ |
| ۱۰   | بوبو قهرمان کوچک ۲                            | نظام رزاق               | ۳۰ میلیون رینگیت (۲۹٫۶ میلیون رینگیت فروش محلی)    | ۲۰۱۹ |

## پرفروش‌ترین فیلم‌های بین‌المللی در مالزی
| رتبه | نام فیلم                       | فروش (رینگیت) | سال  |
| ---- | ------------------------------ | ------------- | ---- |
| ۱    | انتقام‌جویان: پایان بازی        | ۸۷٬۵۴۴٬۶۰۰    | ۲۰۱۹ |
| ۲    | انتقام‌جویان: جنگ ابدیت         | ۷۱٬۴۹۸٬۸۰۰    | ۲۰۱۸ |
| ۳    | مرد عنکبوتی: راهی به خانه نیست | ۶۴٬۲۱۵٬۳۷۰    | ۲۰۲۱ |
| ۴    | خشمگین ۷                       | ۶۰٬۶۵۹٬۵۴۷    | ۲۰۱۵ |
| ۵    | جومانجی: مرحله بعدی            | ۵۵٬۶۶۹٬۷۱۲    | ۲۰۱۹ |
| ۶    | آواتار: راه آب                 | ۵۴٬۱۳۱٬۴۱۱    | ۲۰۲۲ |
| ۷    | جومانجی: به جنگل خوش آمدید     | ۵۴٬۰۸۹٬۴۳۳    | ۲۰۱۷ |
| ۸    | دنیای ژوراسیک: سقوط پادشاهی    | ۵۳٬۷۹۵٬۱۰۰    | ۲۰۱۸ |
| ۹    | سرنوشت خشمگین                  | ۵۲٬۰۵۲٬۴۹۷    | ۲۰۱۷ |
| ۱۰   | انتقام‌جویان: عصر اولتران       | ۵۱٬۱۹۰٬۸۳۸    | ۲۰۱۵ |